# Golden Gala Pietro Mennea 2015
Il Golden Gala Pietro Mennea 2015 è stato la 35ª edizione dell'annuale meeting di atletica leggera, dedicato Pietro Mennea, ed ha avuto luogo allo Stadio Olimpico di Roma il 4 giugno 2015. Il meeting è stato anche la quarta tappa del circuito IAAF Diamond League 2015.

## Programma
| #  | Orario | Specialità             |
| -- | ------ | ---------------------- |
| 1  | 17:45  | Getto del peso         |
| 2  | 19:10  | Salto con l'asta       |
| 3  | 19:40  | 100 metri              |
| 4  | 19:55  | Lancio del giavellotto |
| 5  | 20:03  | 400 metri ostacoli     |
| 6  | 20:20  | Salto triplo           |
| 7  | 20:23  | 800 metri              |
| 8  | 20:48  | 5000 metri             |
| 9  | 21:28  | 100 metri              |
| 10 | 22:03  | 110 metri ostacoli     |
| 11 | 22:10  | 200 metri              |

| # | Orario | Specialità         |
| - | ------ | ------------------ |
| 1 | 17:45  | Salto in lungo     |
| 2 | 17:55  | Lancio del disco   |
| 3 | 20:10  | Salto in alto      |
| 4 | 20:13  | 200 metri          |
| 5 | 20:38  | 100 metri ostacoli |
| 6 | 21:08  | 400 metri          |
| 7 | 21:08  | 1500 metri         |
| 8 | 21:08  | 3000 metri siepi   |
| 9 | 22:20  | 400 metri ostacoli |

     Specialità valide per la Diamond League

## Risultati
Di seguito i primi tre classificati di ogni specialità.

### Uomini
| Specialità             |                             | Prestazione | 2º classificato       | Prestazione | 3º classificato  | Prestazione |
| 100 metri              | Julian Forte                | 10"07       | Daniel Bailey         | 10"12       | Kemar Hyman      | 10"19       |
| 100 metri              | Justin Gatlin               | 9"75        | Jimmy Vicaut          | 9"98        | Michael Rodger   | 9"98        |
| 200 metri              | Lykourgos-Stefanos Tsakonas | 20"09       | Christophe Lemaitre   | 20"28       | Harry Adams      | 20"32       |
| 800 metri              | Mohammed Aman               | 1'43"56     | Nijel Amos            | 1'43"80     | Job Kinyor       | 1'43"92     |
| 5000 metri             | Yomif Kejelcha              | 12'58"39    | Paul Kipngetich Tanui | 12'58"69    | Hagos Gebrhiwet  | 12'58"69    |
| 110 metri ostacoli     | Sergej Šubenkov             | 13"23       | Garfield Darien       | 13"23       | Jeff Porter      | 13"32       |
| 400 metri ostacoli     | Johnny Dutch                | 48"13       | Michael Tinsley       | 48"34       | Javier Culson    | 48"65       |
| Salto con l'asta       | Renaud Lavillenie           | 5.91 m      | Thiago Braz           | 5.86 m      | Aleksandr Gripič | 5.71 m      |
| Salto triplo           | Pedro Pablo Pichardo        | 17.96 m     | Alexis Copello        | 17.15 m     | Ernesto Revé     | 16.89 m     |
| Getto del peso         | David Storl                 | 21.46 m     | Jordan Clarke         | 21.28 m     | Tomáš Stanek     | 20.64 m     |
| Lancio del giavellotto | Vítězslav Veselý            | 88.14 m     | Julius Yego           | 87.71 m     | Keshorn Walcott  | 86.20 m     |

     Atleti al primo posto della classifica di specialità
     Prestazione che stabilisce il nuovo record del meeting.

### Donne
| Specialità         |                   | Prestazione | 2º classificato         | Prestazione | 3º classificato    | Prestazione |
| 200 metri          | Jeneba Tarmoh     | 22"77       | Kerron Stewart          | 22"88       | Simone Facey       | 22"91       |
| 400 metri          | Francena McCorory | 50"36       | Stephenie Ann McPherson | 50"53       | Natasha Hastings   | 50"67       |
| 1500 metri         | Jenny Simpson     | 3'59"31     | Sifan Hassan            | 3'59"68     | Dawit Seyaum       | 3'59"76     |
| 100 metri ostacoli | Sharika Nelvis    | 12"52       | Dawn Harper-Nelson      | 12"59       | Tiffany Porter     | 12"69       |
| 400 metri ostacoli | Georganne Moline  | 54"47       | Jenive Russell          | 54"83       | Eilidh Child       | 54"84       |
| 3000 metri siepi   | Hyvin Kiyeng      | 9'15"08     | Virginia Nyambura       | 9'15"75     | Hiwot Ayalew       | 9'16"87     |
| Salto in alto      | Ruth Beitia       | 2.00 m      | Blanka Vlašić           | 1.97 m      | Kamila Lićwinko    | 1.97 m      |
| Salto in lungo     | Dar'ja Klišina    | 6.89 m      | Shara Proctor           | 6.85 m      | Sosthene Moguenara | 6.80 m      |
| Lancio del disco   | Sandra Perković   | 67.92 m     | Dani Salmuels           | 65.47 m     | Yaime Pérez        | 65.30 m     |

     Atlete al primo posto della classifica di specialità